# Hasemania
Hasemania es un género de peces de la familia Characidae en el orden de los Characiformes.

## Especies
Hay ocho especies en este género:
- Hasemania crenuchoides Zarske & Géry, 1999
- Hasemania hanseni (Fowler, 1949)
- Hasemania kalunga Bertaco & F. R. de Carvalho, 2010
- Hasemania maxillaris M. D. Ellis, 1911
- Hasemania melanura M. D. Ellis, 1911
- Hasemania nambiquara Bertaco & L. R. Malabarba, 2007
- Hasemania nana (Lütken, 1875)
- Hasemania piatan Zanata & Serra, 2010